# Linnerhielm
Linnerhielm var en svensk adelsätt.
Släktens stamfader var prosten Jonas Petri Linnerius (1588-1641). Hans stambok förvaras i Olivehults arkiv i Kristberg. Enligt äldre genealogier skulle han ha varit sonson till en bonde Jonas i Lindom i Häggdånger, och son till en Per Jonsson Lind som skulle ha varit rådman och handlande i Härnösand. Dessa båda har inte kunnat återfinnas i historiska handlingar.
Jonas Petri Linnerius var kyrkoherde i Härnösand och prost över södra Ångermanland. Hans hustru ska enligt Anreps ättartavlor ha hetat Margareta, men enligt Bygdéns herdaminnen ha hetat Anna Nilsdotter och ha varit dotter till en lagläsare i Ångermanland. De fick flera barn, bland annat borgmästaren Nils Jonsson Lind i Sundsvall, rådmannen Jonas Jonsson Lind i Härnösand, och Petrus Jonae Linnerius.
Petrus Jonae Linnerius var magister, rektor vid trivialskolan i Uppsala, lektor i teologi vid Härnösands gymnasium, och sist kyrkoherde i Skellefteå. Hans hustru var Margareta Plantin, av samma släkt som Plantenstedt såsom dotter till prosten Olaus Petri Njurenius i Umeå och hans andra hustru Malin Zachrisdotter, vars mormor tillhörde Bureätten.
Bland deras barn finns extra ordinarie professor Olaus Petri Linnerius och biskop Jonas Petri Linnerius. Den sistnämnde var gift med en dotter till ärkebiskop Olaus Swebilius som adlats Adlerberg och vars mor var en Gyllenadler. Biskopens barn med denna Adlerberg adlades för faderns förtjänster år 1717 med namnet Linnerhielm. Sönerna introducerades två år därefter på nummer 1517. Bland döttrarna blev en stammoder till ätten Ehrenstråhle, en gift med friherre Christofer Johan Rappe, och en gift Hammarberg nr 1053. Han hade två söner, Olof och Per Linnerhielm.
Olof Linnerhielm (1694-1765) var hovrättsråd i Göta hovrätt, och gift med Maria Christina Lorich. Deras dotter gifte sig Löfvenskjöld och Tham nr 1508. Deras son Jonas Linnerhielm (1730-1783)  var häradshövding. Första hustrun tillhörde släkten von Schaeij, den andra Séele, och den tredje Cronacker. Denna gren slöts på svärdssidan med Olof Linnerhielm. En dotter gick såsom hustru till Clas Fredrik Horn af Åminne i landsflykt.
Per Linnerhielm (1694-1765), nämnd ovan, var hovrättsråd i Göta hovrätt. Bara barn i andra äktenskapet, med en Rothlieb, förde ätten vidare, nämligen Gustaf Fredrik Linnerhielm, som är den ende riksgeografen i Sveriges historia, och kanslirådet Jonas Carl Linnerhielm. Den senares dotter Lene-Marie efterlämnade det så kallade Linnerhielmska biblioteket till högre läroverket i Kalmar. Riksgeografen Linnerhielm fick en son, kammarherren Per Gustaf Linnerhielm, som slöt ätten på svärdssidan år 1875.